# Triodopsis burchi
Triodopsis burchi är en snäckart som beskrevs av Leslie Raymond Hubricht 1950. Triodopsis burchi ingår i släktet Triodopsis och familjen Polygyridae. Inga underarter finns listade i Catalogue of Life.